# Fubon Guardians
Les Fubon Guardians sont une équipe de baseball de la Ligue chinoise professionnelle de baseball basée à Kaohsiung, Taïwan.
Le club, d'abord amateur, est fondé sous le nom Jungo Bears en 1989 et devient professionnel en 1993 alors qu'il absorbe un groupe de joueurs de l'équipe de Taïwan de baseball qui vient de remporter une médaille d'argent aux Jeux olympiques de 1992 à Barcelone. Les Bears intègrent en 1993 la CPBL et changent de nom en 1996 lorsqu'ils sont achetés par la Corporation Sinon. Ils évoluent sous le nom Sinon Bears en 1996, Sinon Bulls de 1997 à 2012, puis EDA Rhinos de 2013 à 2016 avant de prendre leur nom actuel en 2017.
Les Fubon Guardians jouent leurs matchs locaux aux Chengcing Lake Baseball Field. La franchise, alors appelée les Bulls, remporte le titre de champion en 2004 et 2005.